# استانیسواوا ویسوتسکا
استانیسواوا ویسوتسکا (لهستانی: Stanisława Wysocka؛ ‏تلفظ لهستانی: [staɲiˈswava]؛ ۷ مهٔ ۱۸۷۷ – ۱۷ ژانویهٔ ۱۹۴۱) بازیگر و کارگردان نمایش اهل لهستان بود.
از فیلم‌ها یا مجموعه‌های تلویزیونی که وی در آن‌ها نقش داشته‌است، می‌توان به جهنم، علف جاروب و خانه‌به‌دوش اشاره نمود.